# Jorge Da Fieno
Jorge Alberto Da Fieno Salas (Lima, Perú; 29 de marzo de 1965) conocido como Jorge Da Fieno, es un actor, guionista, publicista, escritor, y director teatral peruano.

## Biografía
En 1993, Jorge Da Fieno lo dejó todo para estudiar teatro: ese año ingresó en el “Club de Teatro de Lima” y fue allí donde se preparó como actor durante los tres años que duraba la carrera, bajo la dirección tanto de Reynaldo D’Amore como de Sergio Arrau y Eugenia Ende.
Ya en el segundo año estaba protagonizando una telenovela, Cuando los ángeles lloran. Sergio Arrau, lo dirigiría después en La tragedia de Antón Perulero, denotando su capacidad histriónica haciendo seis personajes, pasando del drama a la comedia con gran facilidad, característica que se fue acentuando, en cada una de las obras que ha realizado en sus 28 años de actor.
En 1996, vuelve a la TV con Tribus de la calle en el personaje de 'Félix', un periodista amarillento recordado por su sarcasmo y frivolidad. Al año siguiente, se transformaría completamente al interpretar a un pescador: 'Enrique' en Lluvia de arena, transformación bastante osada para la televisión que tuvo mucho éxito.
Además, en los próximos años participaría también en varias producciones más, haciendo distintos personajes dándoles ese toque de caracterización.
Debutó estrenando por primera vez en "La Alianza Francesa" con Rosas y Jacintos, donde interpretaba a un jovencito millonario que pasa por todas las etapas de la existencia hasta llegar a ser un anciano decrépito. El personaje gustó muchísimo no solo al público sino al mismo autor de la obra, Sergio Arrau.
En el 2000, dirige Reality 2000 Lima - Pipol Chou, también en la "Alianza Francesa", realizando cinco caracterizaciones. 
En el 2003, vuelve a la "Alianza Francesa" encarnando al "Loco James" un demente esquizofrénico múltiple en Galería de monstruos, de César de María, haciendo en esta obra diez personajes. También, destacó con el trabajo que realizó en Canciller Smith y Wesson (2005), de Sergio Arrau, donde creaba ocho personajes al lado del gran actor Reinaldo Arenas.
En el 2005, interpreta a 'Alfredo' pareja de uno de los hijos del célebre Augusto Ferrando en De pura sangre.
En el 2011, volvió a transformarse completamente en la serie Tribulación para representar a uno de los protagonistas, 'Ruben', un ángel caído. 
De 2018 a 2021, regresa a la televisión interpretando al gracioso comisario 'Tadeo' del barrio San José en la serie De vuelta al barrio, personaje que se quedó hasta el final de la exitosa serie.     
También se ha desempeñado como guíonista y director teatral habiendo dirigido cuatro montajes oficiales con bastante éxito: Ni media palabra (primera versión en 1997), Todo el cielo lo sabe (1998), Reality 2000 - Lima Pipol Chou en el 2000 y Reality 2010 - Lima Pipol Chou en el 2010.    
Como publicista trabaja desde 1998, creando campañas y spots publicitarios, entre las que se destacan Cicex: En solo un mes, Promatco cuadra 7... la elegancia ha vuelto, o la campaña que rompió esquemas dentro del medio y dio pie a muchos análisis por parte de los conocedores: El Monstruo en Computación.

## Filmografía

### Televisión

#### Series
- De vuelta al barrio (2018–2021) como Comisario Comandante PNP (BGCP) José Tadeo Torres Trelles.
- Al fondo hay sitio (2014; 2016) como "San Pedro".
- Tribulación: La batalla antes del fin (2011) como Rubén Maldonado.
- Necesito una amiga (2005).
- Augusto Ferrando: De pura sangre (2005–2006) como Alfredo.
- Casos de la vida real (2004).
- Con los pelos de punta (2000).
- El espejo de mi vida (1992).
- Desencadenados (1987).

#### Telenovelas
- Tormenta de pasiones (2004–2005).
- Estrellita del Sur (2000–2001)
- Gente como uno (1999–2000).
- Secretos (1998).
- Boulevard Torbellino (1997–1998).
- Unidos contra el crimen (1998).
- Leonela, muriendo de amor (1997–1998).
- Torbellino (1997).
- Todo se vende, todo se compra (1997).
- Lluvia de arena (1996–1997) como Enrique.
- Obsesión ( 1996).
- Tribus de la calle (1996) como Félix.
- Cuchillo y Malú (1996).
- Los unos y los otros (1994).
- Cuando los ángeles lloran (1992).

### Cine
- Rehenes (2005).
- Te quiero (1999).

### Spots publicitarios
- Cicex: En solo un mes.
- Promatco cuadra 7... la elegancia ha vuelto.
- El Monstruo en Computación.

## Teatro
- Reality 2010 - Lima Pipol Chou (2010) como Varios Roles.
- Canciller Smith y Wesson (2005) como Varios Roles.
- Laberinto de monstruos (2004).
- Galería de monstruos (2003) como "El Loco James" y Varios Roles.
- Suciedad anónima (2002).
- Reality 2000 - Lima Pipol Chow (2000) como Varios Roles (También Director).
- Rosas y Jacintos (1999) (También Director).
- Todo el cielo lo sabe (1998).
- El regalo más grande de todos (1998).
- Corazones de fuego (1997).
- Ni media palabra (1997).
- Clara clarividente (La casa de los espíritus) (1996).
- Efraín el hechicero (1995).
- Ídolos (1995).
- Érase una vez un rey (1994).
- La tragedia de Antón Perulero (1994).
- Andorra (1993).
- Todo el cielo lo sabe (1992).
- Un cierto tic-tac (1989).